# Seria GP2 – Silverstone 2013
Runda GP2 na torze Silverstone Circuit – piąta runda mistrzostw serii GP2 w sezonie 2013.

## Wyniki

### Sesja treningowa
| Nr | Kierowca     | Konstruktor        | Czas     | Okr. |
| -- | ------------ | ------------------ | -------- | ---- |
| 8  | Fabio Leimer | Racing Engineering | 1:57,996 | 9    |

### Kwalifikacje
Źródło: Autosport
| Poz. | Nr | Kierowca            | Konstruktor          | Czas     | Poz. s. |
| ---- | -- | ------------------- | -------------------- | -------- | ------- |
| 1    | 1  | Marcus Ericsson     | DAMS                 | 1:40,716 | 1       |
| 2    | 11 | Sam Bird            | Russian Time         | 1:41,087 | 2       |
| 3    | 9  | Felipe Nasr         | Carlin               | 1:41,144 | 3       |
| 4    | 18 | Stefano Coletti     | Rapax                | 1:41,219 | 4       |
| 5    | 2  | Stéphane Richelmi   | DAMS                 | 1:41,411 | 5       |
| 6    | 8  | Fabio Leimer        | Racing Engineering   | 1:41,442 | 6       |
| 7    | 17 | Rio Haryanto        | Barwa Addax          | 1:41,537 | 7       |
| 8    | 6  | Mitch Evans         | Arden International  | 1:41,563 | 8       |
| 9    | 12 | Tom Dillmann        | Russian Time         | 1:41,633 | 9       |
| 10   | 3  | James Calado        | ART Grand Prix       | 1:41,662 | 10      |
| 11   | 7  | Julián Leal         | Racing Engineering   | 1:41,765 | 11      |
| 12   | 25 | Fabrizio Crestani   | Venezuela GP Lazarus | 1:41,771 | 12      |
| 13   | 20 | Nathanaël Berthon   | Trident Racing       | 1:41,812 | 13      |
| 14   | 14 | Sergio Canamasas    | Caterham Racing      | 1:41,881 | 14      |
| 15   | 21 | Kevin Ceccon        | Trident Racing       | 1:41,890 | 15      |
| 16   | 22 | Robin Frijns        | Hilmer Motorsport    | 1:41,970 | 16      |
| 17   | 23 | Jon Lancaster       | Hilmer Motorsport    | 1:41,978 | 17      |
| 18   | 5  | Johnny Cecotto Jr.  | Arden International  | 1:42,013 | 18      |
| 19   | 15 | Alexander Rossi     | Caterham Racing      | 1:42,020 | 19      |
| 20   | 10 | Jolyon Palmer       | Carlin               | 1:42,207 | 20      |
| 21   | 19 | Simon Trummer       | Rapax                | 1:42,213 | 21      |
| 22   | 24 | René Binder         | Venezuela GP Lazarus | 1:42,376 | 22      |
| 23   | 16 | Jake Rosenzweig     | Barwa Addax          | 1:42,402 | 23      |
| 24   | 26 | Adrian Quaife-Hobbs | MP Motorsport        | 1:42,658 | 24      |
| 25   | 4  | Daniel Abt          | ART Grand Prix       | 1:42,687 | 25      |
| 26   | 27 | Daniël de Jong      | MP Motorsport        | 1:42,862 | 26      |
| Poz. | Nr | Kierowca            | Konstruktor          | Czas     | Poz. s. |

### Główny wyścig

#### Wyścig
Źródło: Wyprzedź Mnie!
| P                 | + / –     | Nr | Kierowca            | Konstruktor          | Okr. | Czas / Strata | Komentarz |
| ----------------- | --------- | -- | ------------------- | -------------------- | ---- | ------------- | --------- |
| 1                 | 1         | 11 | Sam Bird            | Russian Time         | 29   | 51:32,250     |           |
| 2                 | 3         | 2  | Stéphane Richelmi   | DAMS                 | 29   | +0:02,427     |           |
| 3                 | 6         | 12 | Tom Dillmann        | Russian Time         | 29   | +0:12,052     |           |
| 4                 | 2         | 8  | Fabio Leimer        | Racing Engineering   | 29   | +0:13,888     | [ 3 ]     |
| 5                 | 12        | 23 | Jon Lancaster       | Hilmer Motorsport    | 29   | +0:14,782     |           |
| 6                 | 14        | 10 | Jolyon Palmer       | Carlin               | 29   | +0:18,762     |           |
| 7                 | Bez zmian | 17 | Rio Haryanto        | Barwa Addax          | 29   | +0:19,734     |           |
| 8                 | 3         | 7  | Julián Leal         | Racing Engineering   | 29   | +0:20,365     |           |
| 9                 | 1         | 3  | James Calado        | ART Grand Prix       | 29   | +0:26,626     |           |
| 10                | 9         | 15 | Alexander Rossi     | Caterham Racing      | 29   | +0:30,352     | [ 3 ]     |
| 11                | 10        | 1  | Marcus Ericsson     | DAMS                 | 29   | +0:32,235     |           |
| 12                | 12        | 26 | Adrian Quaife-Hobbs | MP Motorsport        | 29   | +0:32,829     |           |
| 13                | 3         | 22 | Robin Frijns        | Hilmer Motorsport    | 29   | +0:42,265     |           |
| 14                | 9         | 16 | Jake Rosenzweig     | Barwa Addax          | 29   | +0:44,623     |           |
| 15                | 10        | 4  | Daniel Abt          | ART Grand Prix       | 29   | +0:47,519     |           |
| 16                | 6         | 24 | René Binder         | Venezuela GP Lazarus | 29   | +0:49,683     |           |
| 17                | 1         | 5  | Johnny Cecotto Jr.  | Arden International  | 29   | +1:00,115     |           |
| 18                | 6         | 25 | Fabrizio Crestani   | Venezuela GP Lazarus | 29   | +1:01,120     |           |
| 19                | 11        | 6  | Mitch Evans         | Arden International  | 29   | +1:03,532     |           |
| 20                | 7         | 20 | Nathanaël Berthon   | Trident Racing       | 29   | +1:04,852     |           |
| 21                | 17        | 18 | Stefano Coletti     | Rapax                | 28   | +1 okr.       |           |
| 22                | 4         | 27 | Daniël de Jong      | MP Motorsport        | 28   | +1 okr.       |           |
| 23                | 9         | 14 | Sergio Canamasas    | Caterham Racing      | 28   | +1 okr.       |           |
| 24                | 3         | 19 | Simon Trummer       | Rapax                | 28   | +1 okr.       |           |
| Niesklasyfikowani |           |    |                     |                      |      |               |           |
|                   |           | 9  | Felipe Nasr         | Carlin               | 17   |               |           |
|                   |           | 21 | Kevin Ceccon        | Trident Racing       | 2    |               |           |
| P                 | + / –     | Nr | Kierowca            | Konstruktor          | Okr. | Czas / Strata | Komentarz |

#### Najszybsze okrążenie
| Nr | Kierowca    | Konstruktor         | Czas     | Okr. |
| -- | ----------- | ------------------- | -------- | ---- |
| 6  | Mitch Evans | Arden International | 1:41,832 | 22   |

#### Premia za najszybsze okrążenie w TOP 10
| Nr | Kierowca     | Konstruktor  | Czas     | Okr. |
| -- | ------------ | ------------ | -------- | ---- |
| 12 | Tom Dillmann | Russian Time | 1:43,191 | 21   |

### Sprint

#### Wyścig
Źródło: Wyprzedź Mnie!
| P                 | + / –     | Nr | Kierowca            | Konstruktor          | Okr. | Czas / Strata | Komentarz |
| ----------------- | --------- | -- | ------------------- | -------------------- | ---- | ------------- | --------- |
| 1                 | 4         | 23 | Jon Lancaster       | Hilmer Motorsport    | 21   | 37:19,528     |           |
| 2                 | 1         | 17 | Rio Haryanto        | Barwa Addax          | 21   | +0:06,513     |           |
| 3                 | 2         | 3  | James Calado        | ART Grand Prix       | 21   | +0:07,922     |           |
| 4                 | 2         | 7  | Julián Leal         | Racing Engineering   | 21   | +0:08,420     |           |
| 5                 | 3         | 11 | Sam Bird            | Russian Time         | 21   | +0:09,348     |           |
| 6                 | Bez zmian | 12 | Tom Dillmann        | Russian Time         | 21   | +0:14,563     |           |
| 7                 | 18        | 9  | Felipe Nasr         | Carlin               | 21   | +0:14,671     |           |
| 8                 | 1         | 1  | Marcus Ericsson     | DAMS                 | 21   | +0:15,321     |           |
| 9                 | 11        | 15 | Alexander Rossi     | Caterham Racing      | 21   | +0:15,877     |           |
| 10                | 11        | 18 | Stefano Coletti     | Rapax                | 21   | +0:18,789     |           |
| 11                | 1         | 26 | Adrian Quaife-Hobbs | MP Motorsport        | 21   | +0:23,855     |           |
| 12                | 14        | 21 | Kevin Ceccon        | Trident Racing       | 21   | +0:32,021     |           |
| 13                | 1         | 24 | René Binder         | Venezuela GP Lazarus | 21   | +0:34,933     |           |
| 14                | 4         | 6  | Mitch Evans         | Arden International  | 21   | +0:35,673     |           |
| 15                | Bez zmian | 8  | Fabio Leimer        | Racing Engineering   | 21   | +0:35,861     |           |
| 16                | 8         | 19 | Simon Trummer       | Rapax                | 21   | +0:37,838     |           |
| 17                | Bez zmian | 25 | Fabrizio Crestani   | Venezuela GP Lazarus | 21   | +0:41,133     |           |
| 18                | 4         | 27 | Daniël de Jong      | MP Motorsport        | 21   | +0:51,728     |           |
| 19                | 12        | 2  | Stéphane Richelmi   | DAMS                 | 21   | +1:25,181     |           |
| 20                | 3         | 14 | Sergio Canamasas    | Caterham Racing      | 20   | +1 okr.       |           |
| 21                | 9         | 16 | Jake Rosenzweig     | Barwa Addax          | 19   | +2 okr.       |           |
| Niesklasyfikowani |           |    |                     |                      |      |               |           |
|                   |           | 10 | Jolyon Palmer       | Carlin               | 13   |               |           |
|                   |           | 5  | Johnny Cecotto Jr.  | Arden International  | 8    |               |           |
|                   |           | 22 | Robin Frijns        | Hilmer Motorsport    | 6    |               |           |
|                   |           | 20 | Nathanaël Berthon   | Trident Racing       | 3    |               |           |
|                   |           | 4  | Daniel Abt          | ART Grand Prix       | 2    |               |           |
| P                 | + / –     | Nr | Kierowca            | Konstruktor          | Okr. | Czas / Strata | Komentarz |

#### Najszybsze okrążenie
| Nr | Kierowca      | Konstruktor       | Czas     | Okr. |
| -- | ------------- | ----------------- | -------- | ---- |
| 23 | Jon Lancaster | Hilmer Motorsport | 1:43,047 | 6    |

## Lista startowa
| Team                 | Nr | Kierowca            |
| -------------------- | -- | ------------------- |
| DAMS                 | 1  | Marcus Ericsson     |
| DAMS                 | 2  | Stéphane Richelmi   |
| ART Grand Prix       | 3  | James Calado        |
| ART Grand Prix       | 4  | Daniel Abt          |
| Arden International  | 5  | Johnny Cecotto Jr.  |
| Arden International  | 6  | Mitch Evans         |
| Racing Engineering   | 7  | Julián Leal         |
| Racing Engineering   | 8  | Fabio Leimer        |
| Carlin               | 9  | Felipe Nasr         |
| Carlin               | 10 | Jolyon Palmer       |
| Russian Time         | 11 | Sam Bird            |
| Russian Time         | 12 | Tom Dillmann        |
| EQ8 Caterham Racing  | 14 | Sergio Canamasas    |
| EQ8 Caterham Racing  | 15 | Alexander Rossi     |
| Barwa Addax          | 16 | Jake Rosenzweig     |
| Barwa Addax          | 17 | Rio Haryanto        |
| Rapax                | 18 | Stefano Coletti     |
| Rapax                | 19 | Simon Trummer       |
| Trident Racing       | 20 | Nathanaël Berthon   |
| Trident Racing       | 21 | Kevin Ceccon        |
| Hilmer Motorsport    | 22 | Robin Frijns        |
| Hilmer Motorsport    | 23 | Jon Lancaster       |
| Venezuela GP Lazarus | 24 | René Binder         |
| Venezuela GP Lazarus | 25 | Fabrizio Crestani   |
| MP Motorsport        | 26 | Adrian Quaife-Hobbs |
| MP Motorsport        | 27 | Daniël de Jong      |

## Klasyfikacja po zakończeniu rundy

### Kierowcy
| P  | +/− | Kierowca            | Starty | Punkty | P1 | P2 | P3 | PP | NO | NS |
| -- | --- | ------------------- | ------ | ------ | -- | -- | -- | -- | -- | -- |
| 1  | 0   | Stefano Coletti     | 10     | 120    | 3  | 1  | 2  | 1  | 4  | –  |
| 2  | 0   | Felipe Nasr         | 10     | 98     | –  | 3  | 1  | –  | –  | 1  |
| 3  | 0   | Sam Bird            | 10     | 89     | 3  | –  | –  | –  | 2  | 1  |
| 4  | 0   | Fabio Leimer        | 10     | 66     | 2  | –  | –  | 1  | –  | 1  |
| 5  | 0   | James Calado        | 10     | 52     | –  | 1  | 1  | –  | –  | 2  |
| 6  | +8  | Jon Lancaster       | 6      | 44     | 1  | –  | 1  | –  | 2  | –  |
| 7  | +6  | Tom Dillmann        | 10     | 43     | –  | –  | 1  | –  | 1  | –  |
| 8  | 0   | Jolyon Palmer       | 10     | 39     | –  | –  | –  | –  | –  | 2  |
| 9  | −3  | Robin Frijns        | 8      | 37     | 1  | 1  | –  | –  | –  | 2  |
| 10 | −3  | Mitch Evans         | 10     | 36     | –  | –  | 3  | –  | –  | 1  |
| 11 | +4  | Stéphane Richelmi   | 10     | 33     | –  | 1  | –  | –  | –  | 1  |
| 12 | −3  | Kevin Ceccon        | 10     | 28     | –  | 1  | –  | –  | –  | 1  |
| 13 | −3  | Alexander Rossi     | 8      | 28     | –  | –  | 1  | –  | –  | 1  |
| 14 | −3  | Adrian Quaife-Hobbs | 10     | 23     | –  | 1  | –  | –  | –  | 1  |
| 15 | −3  | Johnny Cecotto Jr.  | 9      | 23     | –  | –  | –  | 1  | 1  | 2  |
| 16 | +1  | Julián Leal         | 10     | 22     | –  | –  | –  | –  | –  | 2  |
| 17 | +5  | Rio Haryanto        | 10     | 20     | –  | 1  | –  | –  | –  | 1  |
| 18 | −2  | René Binder         | 10     | 11     | –  | –  | –  | –  | –  | –  |
| 19 | 0   | Marcus Ericsson     | 10     | 9      | –  | –  | –  | 2  | –  | 4  |
| 20 | −2  | Simon Trummer       | 10     | 8      | –  | –  | –  | –  | –  | –  |
| 21 | −1  | Daniel Abt          | 10     | 3      | –  | –  | –  | –  | –  | 2  |
| 22 | −1  | Conor Daly          | 2      | 2      | –  | –  | –  | –  | –  | –  |
| 23 | 0   | Daniël de Jong      | 10     | 1      | –  | –  | –  | –  | –  | 2  |
| 24 | 0   | Jake Rosenzweig     | 10     | 0      | –  | –  | –  | –  | –  | –  |
| 25 | 0   | Kevin Giovesi       | 8      | 0      | –  | –  | –  | –  | –  | 2  |
| 26 | 0   | Sergio Canamasas    | 10     | 0      | –  | –  | –  | –  | –  | 1  |
| 27 | 0   | Pål Varhaug         | 4      | 0      | –  | –  | –  | –  | –  | 1  |
| 28 | N   | Fabrizio Crestani   | 2      | 0      | –  | –  | –  | –  | –  | –  |
| 29 | −1  | Nathanaël Berthon   | 10     | 0      | –  | –  | –  | –  | –  | 4  |
| 30 | −1  | Ma Qinghua          | 1      | 0      | –  | –  | –  | –  | –  | –  |
| P  | +/− | Kierowca            | Starty | Punkty | P1 | P2 | P3 | PP | NO | NS |

### Konstruktorzy
| P  | +/− | Konstruktor          | Starty | Punkty | P1 | P2 | P3 | PP | NO | NS |
| -- | --- | -------------------- | ------ | ------ | -- | -- | -- | -- | -- | -- |
| 1  | +1  | Carlin               | 20     | 137    | –  | 3  | 1  | –  | –  | 3  |
| 2  | +1  | Russian Time         | 20     | 132    | 3  | –  | 1  | –  | 3  | 1  |
| 3  | −2  | Rapax                | 20     | 128    | 3  | 1  | 2  | 1  | 4  | –  |
| 4  | 0   | Racing Engineering   | 20     | 88     | 2  | –  | –  | 1  | –  | 3  |
| 5  | +1  | Hilmer Motorsport    | 20     | 83     | 2  | 1  | 1  | –  | 2  | 3  |
| 6  | −1  | Arden International  | 19     | 59     | –  | –  | 3  | 1  | 1  | 3  |
| 7  | 0   | ART Grand Prix       | 20     | 55     | –  | 1  | 1  | –  | –  | 4  |
| 8  | +3  | DAMS                 | 20     | 42     | –  | 1  | –  | 2  | –  | 5  |
| 9  | −1  | Trident Racing       | 20     | 28     | –  | 1  | –  | –  | –  | 5  |
| 10 | −1  | Caterham Racing      | 19     | 28     | –  | –  | 1  | –  | –  | 2  |
| 11 | −1  | MP Motorsport        | 20     | 24     | –  | 2  | –  | –  | –  | 3  |
| 12 | +1  | Barwa Addax          | 20     | 20     | –  | 1  | –  | –  | –  | 1  |
| 13 | −1  | Venezuela GP Lazarus | 20     | 11     | –  | –  | –  | –  | –  | 3  |
| P  | +/− | Konstruktor          | Starty | Punkty | P1 | P2 | P3 | PP | NO | NS |